# Noesi
Il termine greco νόησις, noesis, tradotto in italiano noesi, si trova usato per la prima volta in Diogene di Apollonia (V secolo a.C.) il quale sostiene che il principio di tutte le cose, l'aria, sia l'atto di pensiero, la noesis, di un Dio onnisciente che dà così ordine e misura al cosmo 
Distinta dal sapere discorsivo e matematico della dianoia e opposta alla doxa, ossia all'opinione sensibile, la conoscenza noetica per Platone è il grado più alto del sapere che ha come oggetto le idee-valori raggiungibili tramite l'anima . 
In Aristotele, nel neoplatonismo e, in particolare, in Plotino, la noesi si identifica con l'intuizione immediata degli oggetti semplici quelli cioè non composti: i noemata (o noema, i "concetti", i termini generali, cioè, di una lingua, ad esempio "legno", "bianco", che unendosi formano quei noemata complessi ("il legno è bianco") oggetto della dianoia .
La comprensione dei noemata secondo Aristotele avviene tramite il meccanismo del "contatto" (thigein, colpire, toccare) per cui stabilire se la cosa è vera o falsa dipende dal "toccare" o "non toccare" il concetto corrispondente. Vale a dire che l'essere sarà vero se sarà oggetto di una conoscenza immediata (toccato), falso l'oggetto semplice privo di conoscenza intuitiva (non toccato) 
Il grado supremo del pensiero noetico è quello del dio il quale non potrà avere come oggetto del suo pensiero che la perfezione, cioè se stesso, cosicché la divinità sarà "pensiero di pensiero" («nóēsis noéseōs»):
diverso. Ma è o non è cosa ben differente il pensare ciò che è bello [tò noeīn tò kalòn] oppure una cosa qualsiasi? O non è assurdo che essa pensi certune cose? È pertanto evidente che essa pensa ciò che è più divino e più degno di onore e che l’oggetto del suo pensare non muta: il mutamento infatti è sempre verso il peggio, e questo mutamento costituisce pur sempre una forma di movimento. L’intelligenza divina pensa se stessa e il suo pensiero è pensiero di pensiero »
La noesi, infine, assume una valenza centrale nel pensiero fenomenologico di Husserl per il quale la noesi rappresenta la coscienza, che come esperienza vissuta nel suo insieme, dal punto di vista soggettivo (ovvero l'insieme degli atti di comprensione),  è  rivolta verso l'oggetto intenzionale dell'esperienza (quale la percezione, l'immaginazione, il ricordo). Questo si offre alla coscienza (noesi) e costituisce il Noema.

## Etimologia
Francesco Adorno, nell'Enciclopedia Multimediale delle Scienze Filosofiche, afferma che l'origine etimologica del termine νόυς, normalmente tradotto con "intelletto", deriva dal verbo "noein" (νοεῖν), che in Omero ha il significato di "annusare" (ἐνόησεν), e solo successivamente passerà ad indicare la capacità di legare intellettualmente i concetti.
Il passo a cui si riferisce Adorno è contenuto in Odissea XVII 300-302: «là giaceva il cane Argo, pieno di zecche. E allora, come sentì (ἐνόησεν) vicino Odisseo, mosse la coda».